# Țărvarița, Kiustendil
Țărvarița (în bulgară Църварица) este un sat în comuna Nevestino, regiunea Kiustendil,  Bulgaria. 

## Demografie
Componența etnică a satului Țărvarița
     Bulgari (98,3%)
     Nicio identificare (1,69%)
     Altele (0%)
La recensământul din 2011, populația satului Țărvarița era de 59 locuitori. Din punct de vedere etnic, majoritatea locuitorilor (98,3%) erau bulgari. Pentru 1,69% din locuitori nu este cunoscută apartenența etnică.